# Holmenkollen (trampolino)
Holmenkollen (nome ufficiale in norvegese: Holmenkollbakken, "trampolino di Holmenkollen") è un trampolino situato a Holmenkollen, presso Oslo, in Norvegia.

## Storia
Si tratta del più antico trampolino per il salto con gli sci esistente al mondo. Fu inaugurato il 31 gennaio 1892 come salto naturale sulla collina di Holmenkollen, ma nel tempo è stato via via modificato per migliorare le prestazioni dei saltatori, la capienza di pubblico e la sicurezza. Ospita il Trofeo Holmenkollen, una delle massime competizioni di sci nordico esistenti al mondo.
L'impianto ha ospitato le gare di salto con gli sci e di combinata nordica  dei VI Giochi olimpici invernali e dei Campionati mondiali di sci nordico del 1930, del 1966, del 1966, del 1982 e del 2011, oltre a numerose tappe della Coppa del Mondo di combinata nordica e della Coppa del Mondo di salto con gli sci.

## Caratteristiche

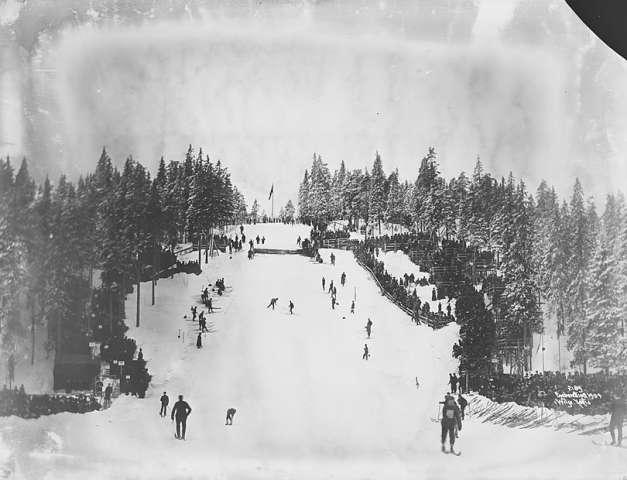
Il salto nel 1904

Dopo la ristrutturazione del 2009 il trampolino ha un punto K 120 (trampolino lungo HS 134); il primato ufficiale di distanza, 144,0 m, è stato stabilito dal norvegese Robert Johansson nel 2019 . Il primato femminile appartiene alla giapponese Sara Takanashi (134 m nel 2013).
La torre del trampolino è alta 60 metri e si trova a 417 metri sopra il livello del mare. Quando non è utilizzata per gare sportive, la struttura è aperta ai visitatori, che dalla sua cima possono ammirare il panorama della città di Oslo e del suo arcipelago. La base del trampolino ospita il Museo dello Sci, che illustra l'evoluzione dello sci dalla preistoria ai tempi moderni e dedica ampio spazio alle due edizioni dei Giochi olimpici invernali ospitate dalla Norvegia, nel 1952 a Oslo e nel 1994 a Lillehammer.